# Eucinepeltus
Eucinepeltus és un gènere extint de mamífers cingulats de la família dels clamifòrids que visqueren a Sud-amèrica durant el Miocè superior, fa entre 15,5 i 17,5 milions d'anys. Se n'han trobat restes fòssils a l'Argentina i Xile. Segons un estudi de l'anatomia dental i mandibular de diversos gliptodontins publicat el 2011, devia tenir una dieta més aviat selectiva i ocupar hàbitats relativament tancats. Les dents molars inferiors anaven creixent progressivament des de la primera fins a la cinquena.